# Der zweite Schuß (1943)
Der zweite Schuß ist ein deutscher Spielfilm, den die Prag-Film produziert hat und der am 2. Juli 1943 in die Kinos kam.
Der von Martin Frič und Hugo Zehder nach einem Stoff von Hugo Zehder geschriebene und von Martin Frič inszenierte Film (Melodrama, Kostümfilm, Liebesfilm) erzählt die Geschichte des jungen Franz von Gerlach, der um die Mitte des 19. Jahrhunderts die Baronesse Irene von Neuhaus liebt. Als sich der Schürzenjäger Georg von Romberg an Irene heranmacht und ihr das Herz bricht, beschließt Franz, dem Rivalen eine Lektion zu erteilen.
Mit mehr als 20 Mio. Kinobesuchern war Der zweite Schuß der populärste Kostümfilm der Kinosaison 1943/1944 und auch insgesamt einer der kommerziell erfolgreichsten Filme der Zeit des Nationalsozialismus.

## Handlung
Ort der Handlung ist zunächst ein fiktiver ländlicher Adelssitz in Österreich, die Zeit die Mitte des 19. Jahrhunderts. Im Hause des Baron Neuhaus steht es seit dem Tode der Frau nicht mehr zum Besten. Der Baron ist der kostspieligen Leidenschaft des Kartenspiels verfallen und das Personal macht, was es will, wie etwa der Verwalter, der das Pferdegespann seines Dienstherrn für persönliche Zwecke nutzt. Der Wagen wird aber dringend gebraucht, denn der Baron möchte gemeinsam mit seiner Tochter Irene in die Kreisstadt fahren, wo ein Königschießen und im Anschluss ein Ball stattfinden soll.
Schon seit ihrer Kindheit ist Irene mit Franz von Gerlach befreundet. Die Leute nannten sie „die Unzertrennlichen“ und Eingeweihten war immer klar, dass Irene und Franz füreinander bestimmt sind und einmal heiraten werden. Irene, die gerade von einem mehrjährigen Aufenthalt in Wien zurückkehrt, erkennt in der Kalamität mit dem Pferdegespann eine Gelegenheit (nämlich den Kindheitsfreund wiederzusehen) und sucht Franz auf, um ihn zu bitten, sie und den Vater in seinem Wagen mitzunehmen. Franz ist überglücklich, längst ist für ihn aus der Freundschaft Liebe geworden, und eine andere Ehefrau als Irene könnte er sich nicht vorstellen. Auch würde er Irene eine gesicherte Existenz bieten; nach einer Krise, in der das von den Eltern ererbte Gut beinahe verlorengegangen wäre – vermutlich eine Anspielung auf die Revolution von 1848/1849 – geht es ihm wirtschaftlich gut. Es wird angedeutet, aber nicht ausgeführt, dass seine alte Wirtschafterin Anna an dieser Entwicklung wesentlichen Anteil hatte. Infolgedessen stehen Franz und Anna auf geradezu familiärem Fuße miteinander.
In der Stadt begegnen Franz, Irene und ihr Vater Georg von Romberg. Ganz im Gegensatz zum introvertierten, scheuen und schwermütigen Franz ist Georg ein eleganter Weltmann, der Charme versprüht und die Frauen und das gute Leben liebt. Er hat ein Schloss und einen Weinberg. Irene, die als Debütantin von den Männern noch nichts weiß, ist hingerissen.

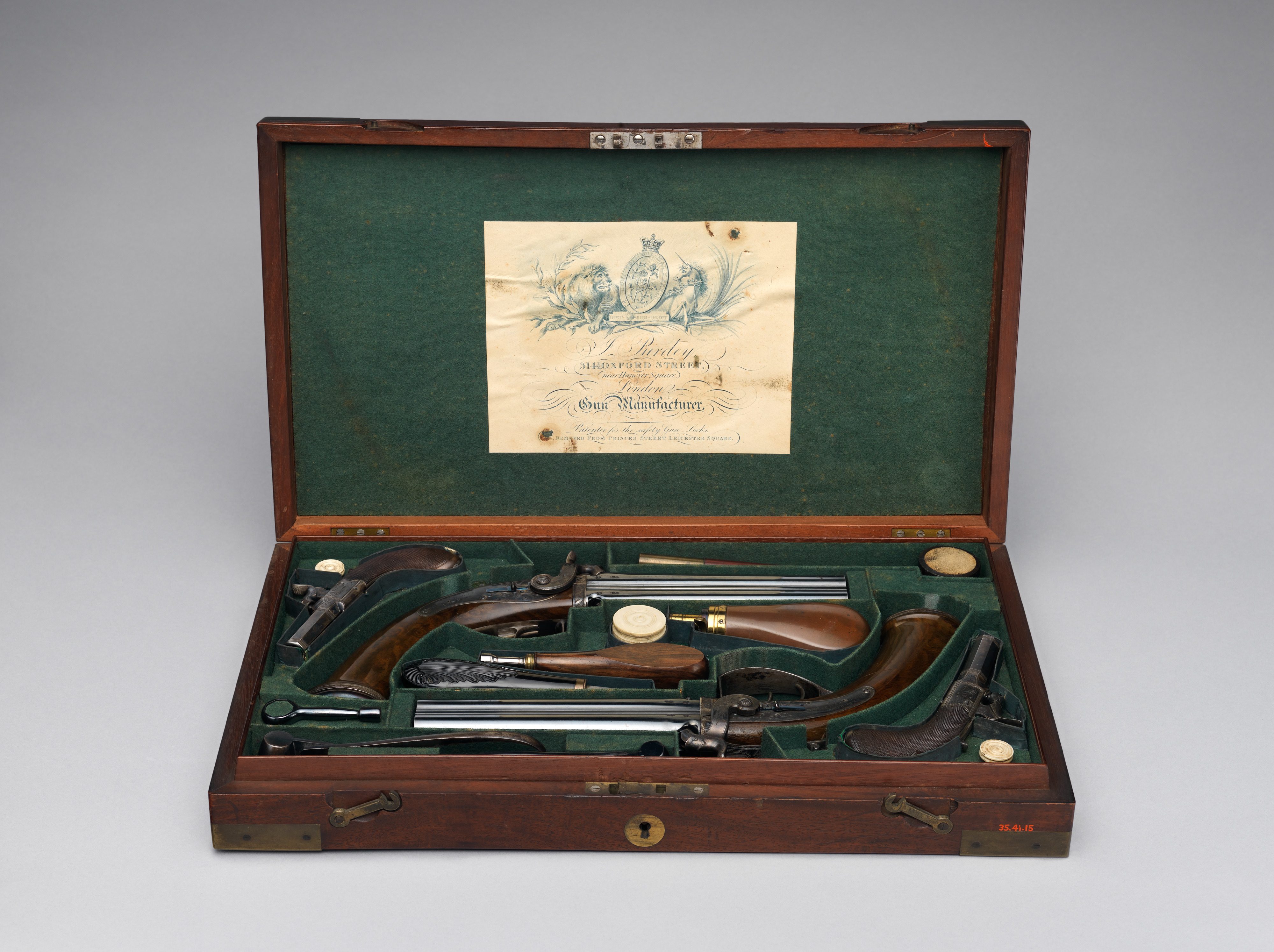
Als Lohn für seinen Sieg beim Schießen erhält Franz eine Kassette mit zwei Pistolen.

Beim Königschießen gewinnt Franz souverän, denn einen besseren Schützen als ihn gibt es in der Gegend nicht. Als Preis für seinen Sieg erhält er ein Paar Duellpistolen. Auf dem nachfolgenden Ball tanzt Irene jedoch nicht mit ihm, sondern mit dem sozial geschickteren Georg. Einen Vorstoß, den Franz unternimmt, um ihr die Ehe anzutragen, bremst Irene, die in Georg inzwischen heftig verliebt ist, aus: Zwischen ihnen solle alles beim Alten bleiben, denn sie wolle nicht ihren einzigen und besten Freund verlieren. Franz gibt sich geschlagen.
Eine weitere Demütigung empfängt er, als Irene eine Essenseinladung seiner Wirtschafterin Anna erst annimmt, dann aber kurzfristig wieder absagt. Sie versetzt Anna und Franz deshalb, weil zeitgleich auch Georg zu einem Diner in seinem Schloss eingeladen hat. Im Laufe dieses Abends werden Irene und Georg ein Paar; Georg verspricht Irene auch die Ehe, macht dies jedoch nicht offiziell. Namentlich versäumt er es, den Baron um die Hand seiner Tochter zu bitten.
Überhaupt ist Georgs Verhältnis zum Baron ungeklärt. Der Baron hatte während des Balls beim Kartenspiel 10.000 Gulden verloren und einen Schuldschein ausgestellt, den Georg später aufkauft. Dieser Erwerb kann aus niederträchtigen, aber auch aus freundlichen Gründen erfolgt sein. Etwas später wird Georg selbstlos handeln und dafür sorgen, dass der Baron seinen Verlust beim Kartenspiel wieder gutmacht.
Georg hat eine Liebschaft mit Maria, der Tochter eines Gastwirts, der das Verhältnis ermutigt, weil er an Georgs Weinberg herankommen möchte. Während Maria Georg aufrichtigen Herzens liebt, sucht er bei ihr zunächst nur das Vergnügen. Schon früh im Handlungsverlauf deutet sich aber an, dass Marias unbeirrbare Zuneigung ihre Wirkung auf Georg nicht verfehlt und einen inneren Wandel in ihm bewirken wird.
Irene berichtet Franz von ihrer Verlobung. Als Franz beobachtet, wie Georg mit Maria lustig feiernd im Landauer zu seinem Schloss fährt, folgt er ihnen und kommt im Schloss gerade in dem Augenblick dazu, als Georg Maria küsst. Georg bietet ihm Champagner an, den Franz ihm mit dem Ausruf „Schuft!“ aber ins Gesicht gießt. Widerstrebend tut Georg das, was Franz von ihm erwartet: Er fordert ihn zum Duell.
Irene erfährt von dem geplanten Zweikampf und versucht, Franz davon abzuhalten. Er ist der bessere Schütze und Irene fürchtet, dass Franz von vornherein nur darauf aus war, den Rivalen aus dem Weg zu räumen. Als sie erfährt, dass es bei dem Duell gar nicht um sie, Irene, geht, sondern darum, dass Georg eine andere Frau hat, ist sie zwar tief verletzt, aber auch augenblicklich von ihrer „Backfischschwärmerei“ für Georg kuriert. Sie reist ab. Irene ist eine hochbegabte Pianistin, und wie sich später herausstellt, wird sie unter dem Künstlernamen „Masserini“ auswärts eine glänzende Karriere beginnen. Viel zu spät bekennt Georg dem Baron, dass er Irene hatte heiraten wollen.
Beim Duell hat Georg, als der Beleidigte, den ersten Schuss. Wie abzusehen war, trifft seine Kugel nicht. Eigentlich will er sich mit Franz gar nicht schießen, darum bricht er mit den Konventionen und beschäftigt sich, während Franz auf ihn anlegt, angelegentlich mit der Blume, die er am Revers trägt. Franz ist darüber irritiert und es kommt zu folgendem Dialog: „Sie haben wohl keine Zeit, Herr von Romberg. Soll ich warten, bis Sie fertig sind?“ – „Nein, nein, schießen Sie nur. Aber wenn es Ihnen heute nicht passt, bitte, ich stehe Ihnen jederzeit zur Verfügung.“ – „Gut, ich nehme Sie beim Wort, Herr von Romberg.“ Georg reist mit Maria nach Wien ab, wo sie einen gemeinsamen Haushalt begründen. Vor der Welt hält er – zu Marias großem Kummer – seine Liebe aber verborgen.
Seit Irenes Abreise hat Franz den Baron unter seine Fittiche genommen und versucht ihn von seiner Spielleidenschaft zu kurieren. Natürlich hat auch der Baron von dem seltsamen Duell erfahren. Franz erläutert ihm, dass er sich den zweiten Schuss „aufgehoben“ hat: „Romberg ist ein Mensch, dem nichts heilig ist. Weder die Liebe einer Frau noch sein eigenes Leben. Ich warte auf den Augenblick, wo ihm beides teuer sein wird, wo er um sein Leben zittert. Dann wird er vielleicht auch einsehen, was er an Irene gesündigt hat.“
Da Franz Irene noch immer liebt, versucht der Baron ihm zu helfen. Gemeinsam reisen sie nach Wien, wo Irene, als „Masserini“, im Hause einer Exzellenz ein Privatkonzert gibt. Als Franz dort auf Irene zugehen will, kommt ihm erneut Georg zuvor, der sie – immer noch in der Hoffnung auf eine Liebschaft – in ein Lokal zum Abendessen einlädt. Wie sich später herausstellt, trifft Irene sich mit ihm nur zu einem einzigen Zweck: Sie will den Schuldschein zurück. Franz indessen glaubt, Irene liebe Georg immer noch, und reist enttäuscht aus Wien ab.
Als auch Maria von Georgs neuerlichem Rendezvous mit Irene erfährt, versucht sie sich umzubringen. Nachdem sie überlebt, heiratet Georg sie. Gemeinsam kehren sie auf sein Schloss zurück. Als Maria dann auch noch ein Kind erwartet, ist das Leben für Georg endlich voller Sinn. Das ist der Augenblick, auf den Franz gewartet hatte: Er sucht Georg auf und erklärt, es sei jetzt Zeit für den zweiten Schuss. Weil Franz nicht auf einen Wehrlosen schießen will, bekommt auch Georg eine Pistole. Sie losen um den ersten Schuss, der an Georg geht, Franz aber auch diesmal verfehlt. Um ihren Mann zu retten, wirft Maria sich Franz zu Füßen, der sie nun aber beruhigt: „Sie brauchen nichts mehr zu befürchten, gnädige Frau. Herr von Romberg hat bezahlt. Es steht mir heute ein anderer Mensch gegenüber, der vielleicht zum ersten Mal in seinem Leben empfindet, dass er etwas zu verlieren hat. Ich glaube, Herr von Romberg, dass Sie in Zukunft das Glück und Leben anderer mehr achten als bisher. Das ist meine Genugtuung.“
Irene kehrt zu Franz zurück. Eigentlich hat sie immer nur ihn geliebt.

## Produktion und Uraufführung
Regisseur Martin Frič, der im Vorspann bis zum Kriegsende immer als „Martin Fritsch“ angekündigt wurde, war vielen Zuschauern als Schöpfer des Hans-Moser-Films Das Gäßchen zum Paradies (1936) bekannt, einer parallel in zwei Sprachversionen produzierten tschechoslowakisch-deutschen Koproduktion, die noch vor der Annexion des Sudetenlandes entstanden war. Als Frič den Film Der zweite Schuß inszenierte, befanden die Filmstudios Barrandov und Hostivař sich bereits unter deutscher Kontrolle. Auch die Prag-Film AG war faktisch Teil des Ufi-Konzerns und nur dem Namen nach selbstständig. Mit Kameramann Ferdinand Pecenka hatte Frič auch schon beim Film Das Gässchen zum Paradies zusammengearbeitet. Die Bauten haben Heinrich Weidemann und Hans Luigi entworfen.
Die weibliche Hauptdarstellerin, die heute kaum noch bekannte Susi Nicoletti, die ihren Einstieg zum Film als Tänzerin gefunden hat, war bis dahin meist in Nebenrollen aufgetreten, allerdings auch in viel beachteten Filmen, wie Mutterliebe (1939) und Sommerliebe (1942). Ihr Leinwandpartner Ernst von Klipstein war als Leading Man erstmals in den Filmen Die barmherzige Lüge und Flucht ins Dunkel (beide 1939) zu sehen gewesen. Von Klipstein wurde oft als Offizier besetzt. Gut vertraut war das Kinopublikum mit seinem Gesicht auch durch die Erfolgsfilme Die 3 Codonas (1940) und Hochzeit auf Bärenhof (1942). Richard Häussler, der den Verführer spielt, erlangte durch diesen Auftritt erstmals größere Aufmerksamkeit, was u. a. zur Folge hatte, dass er anschließend in dem in Farbe produzierten Tobis-Prestigefilm Das Bad auf der Tenne besetzt wurde. Häusslers Leinwandpartnerin, die 29-jährige Tschechin Hana Vítová, hatte hier ihr Debüt in einem deutschsprachigen Film. 1943/1944 wurde sie als Leading Lady in E. W. Emos Film Freunde besetzt, der wegen des Krieges aber lange unaufgeführt liegenblieb, sodass diese Darstellerin heute fast vergessen ist. Im Film Der zweite Schuß singt sie die Sternen-Serenade („Von den tausend Sternen am Himmel“), die von Hanns A. Winger getextet und von Georg Sirnker komponiert ist.
Die Uraufführung des Films fand am 2. Juli 1943 statt.
Aufgrund einer Entscheidung der alliierten Filmzensur durfte der Film nach Kriegsende zunächst nicht wieder aufgeführt werden.
Im Fernsehen wurde er erstmals am 29. Januar 1973 ausgestrahlt (DFF1).